# Abigail Folger
Abigail Anne Folger (San Francisco, Califòrnia, Estats Units, 11 d'agost de 1943 - Los Angeles, Califòrnia; 9 d'agost de 1969) va ser una famosa hereva de l'empresa Cafès Folger, coneguda per ser una de les víctimes de la massacre en Cielo Drive perpetrada per seguidors de Charles Manson el 1969.

## Biografia
Abigail era la filla del mític empresari Peter Folger (1905–1980), net del fundador J.A. Folger (1835–1889) i president de Folgers Coffee Company, i Inez "Pui" Mejía (1907-2007), filla del cònsol general d'El Salvador i membre d'una prestigiosa família terratinent californiana d'origen salvadorenc, la qual cosa des de nena la va posicionar en una classe alta i acomodada de molt prestigi i renom. Tenia un germà, Peter Jr.
Els seus pares es van divorciar a principis dels anys cinquanta i el seu pare es va casar de nou tenint dos fills més. Va assistir a l'escola Catalina per a nenes en Carmel, Califòrnia. Posteriorment es va graduar a la universitat de Radcliffe amb honors, i va rebre un postgrau en història de l'art de la Universitat Harvard (escrivint la seva tesi superior sobre la política en les obres de Christopher Marlowe).
Va realitzar una sèrie de treballs en galeries d'art, llibreries i editorials de revistes a la ciutat de Nova York. Va ser en una festa de la llibreria en què treballava que va conèixer a l'escriptor polonès Jerzy Kosinski qui eventualment li va presentar al nouvingut immigrant, Wojciech "Voytek" Frykowski, actor ocasional i amic íntim del director de cinema Roman Polanski, en aquells dies un dels ‘dealers' (distribuïdor) que més droga va proveir en aquells anys a tot Hollywood.
Frykowski tenia mal domini de l'anglès, per la qual cosa ell i Abigail es van comunicar entre si en francès (Frykowski havia adquirit fluïdesa en aquest idioma durant la seva estada a París). Abigail li va ensenyar la ciutat de Nova York, ajudant-li amb el seu anglès i ensenyant-li els costums americans (que ell va anotar obedientment en el seu quadern) i al cap de poc van iniciar una relació sentimental.
El 1968, es van mudar junts a Woodstock Road a Los Angeles, llogant la casa de la cantant Cass Elliot més coneguda com a Mama Cass, del grup The Mamas & the Papas. Durant aquest temps, Abigail es va convertir en una treballadora social voluntària i va oferir lliurement el seu temps a la Clínica Mèdica Haight-Ashbury en el seu San Francisco natal i el Departament de Benestar del Comtat de Los Angeles, entre d'altres organitzacions.
En l'estiu de 1969, Abigail va ajudar a finançar el nou saló de perruqueria de Jay Sebring en San Francisco.

## Crim
En la nit del 9 d'agost de 1969, Jay Sebring va portar a Sharon, Abigail i Wojciech a sopar a un restaurant mexicà, El Coyote. Quan els quatre van tornar a Cielo Drive on estava la mansió dels Polansky, Voytek es va asseure en el sofà de la sala, Abigail va anar al seu dormitori a llegir un llibre i Sharon i Jay van ser al dormitori principal per parlar.
Aquesta nit Charles Manson va ordenar als membres de la seva comuna-secta Tex Watson, Susan Atkins, Patricia Krenwinkel i Linda Kasabian, dirigir-se a la casa ocupada per l'actriu Sharon Tate i acabar amb tots els ocupants que ells veiessin. Una altra víctima va ser Steven Parent, un jove que sortia per casualitat del lloc després de visitar al guarda i jardiner de la finca i que ni coneixia al matrimoni Polansky, va morir en el seu automòbil després de quatre trets en el pit i un en l'abdomen.
Quan van entrar a la mansió Abigail va pensar que una dels assassines era una amiga i, aixecant la vista del seu llibre, va somriure i la va saludar amb la mà. La jove era una de les deixebles de Manson, Patricia Krenwinkel, qui posteriorment va arrossegar a Abigail de la seva habitació a la sala d'estar, després va lluitar amb ella, i la va apunyalar. Quan Folger va intentar escapar després de la primera ronda d'apunyalaments, es va dir que Patricia la va perseguir mentre corria fora cridant demanant ajuda. D'acord amb Krenwinkel, ella va tombar a Folger terra i la va seguir apunyalant en el jardí; la víctima li va pregar dient, "Para, ja estic morta". Krenwinkel va continuar apunyalant-la tan brutalment que el camissó blanc de Folger va ser trobat totalment vermell pels investigadors de la policia l'endemà. Després d'apunyalar a Folger, Krenwinkel va tornar a entrar i va convocar a Watson, qui també va apunyalar a Folger unes set vegades. Va morir producte d'una perforació de l'Artèria Aorta, provocada per una de les més de vint punyalades que va rebre.
Persones properes a Folger, van comentar que poc abans Abigail els va dir (també al seu psiquiatre) que estava decidida a deixar a Frykowski per sempre, a causa del seu vincle amb les drogues. Folger va ser assassinada dos dies abans de complir 26 anys. El seu cos va tornar a San Francisco i va ser portat al mortuori Crippen and Flynn en Redwood City. El seu funeral va ser oficiat en el matí del 13 d'agost de 1969. El seu taüt va ser dipositat dins d'un mausoleu en el cementiri Holy Cross, en Colma, Califòrnia.